# Japanese black
La Japanese black (黒毛和種, Kuroge washu / Kuroge ushi) est une race bovine originaire du Japon.

## Origine

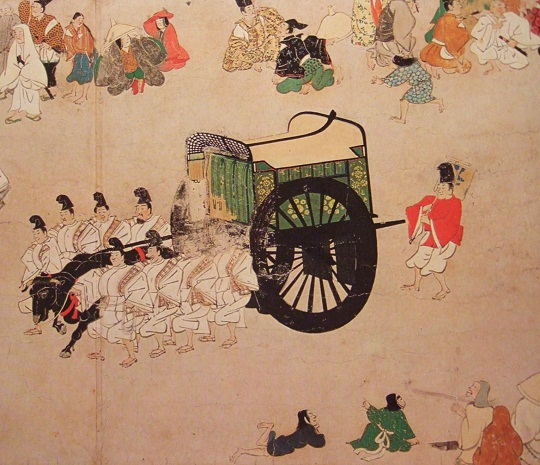
Traction bovine ancienne sur une estampe japonaise de Takashina Takakane.

Les bovins ont été introduits de Chine entre le Ve siècle av. J.-C. et le IIIe siècle av. J.-C. Ils étaient essentiellement utilisés pour leur force de travail. L'interdit sur la consommation de viande bovine  est levé avec l'instauration de l'ère Meiji. Au début, seuls les Occidentaux en usent et des expéditions de bœufs de Kobé vers Yokohama sont à l'origine de la réputation du bœuf de Kobé. Des bovins étrangers sont introduits pour augmenter leur taille : devon et shorthorn, mais si ce métissage a augmenté la productivité bouchère, il a nui à la force de travail, entraînant des réticences des paysans et un abandon des introductions étrangères. En 1919, le gouvernement décide d'enregistrer et sélectionner le bétail métis. Des différences entre préfectures, héritées de la période féodale créent trois groupes différenciés, reconnus en 1944 : la japanese black, la japanese brown et la japanese poll (la japanese shorthorn ne sera reconnue qu'en 1957).

## Aptitudes

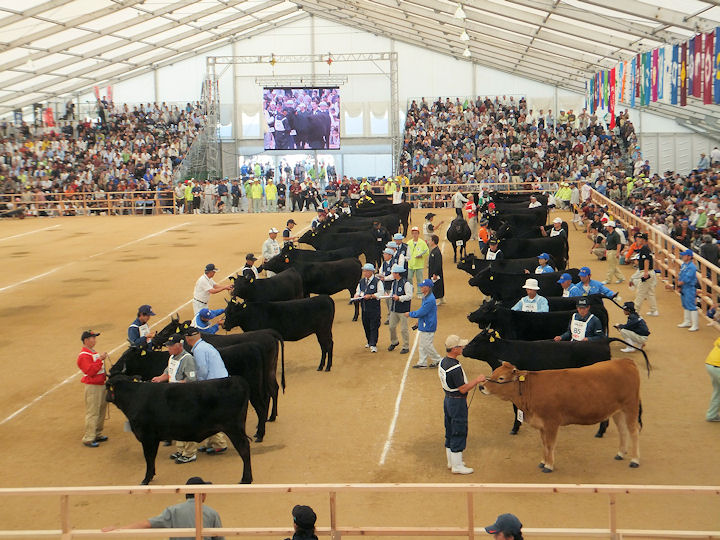
Présentation de bovins lors de la foire de Sasebo.

C'est une race bouchère qui fait partie des races aptes à produire la viande du fameux bœuf de Kobe.